# Trierer Karnevalsgesellschaft Heuschreck

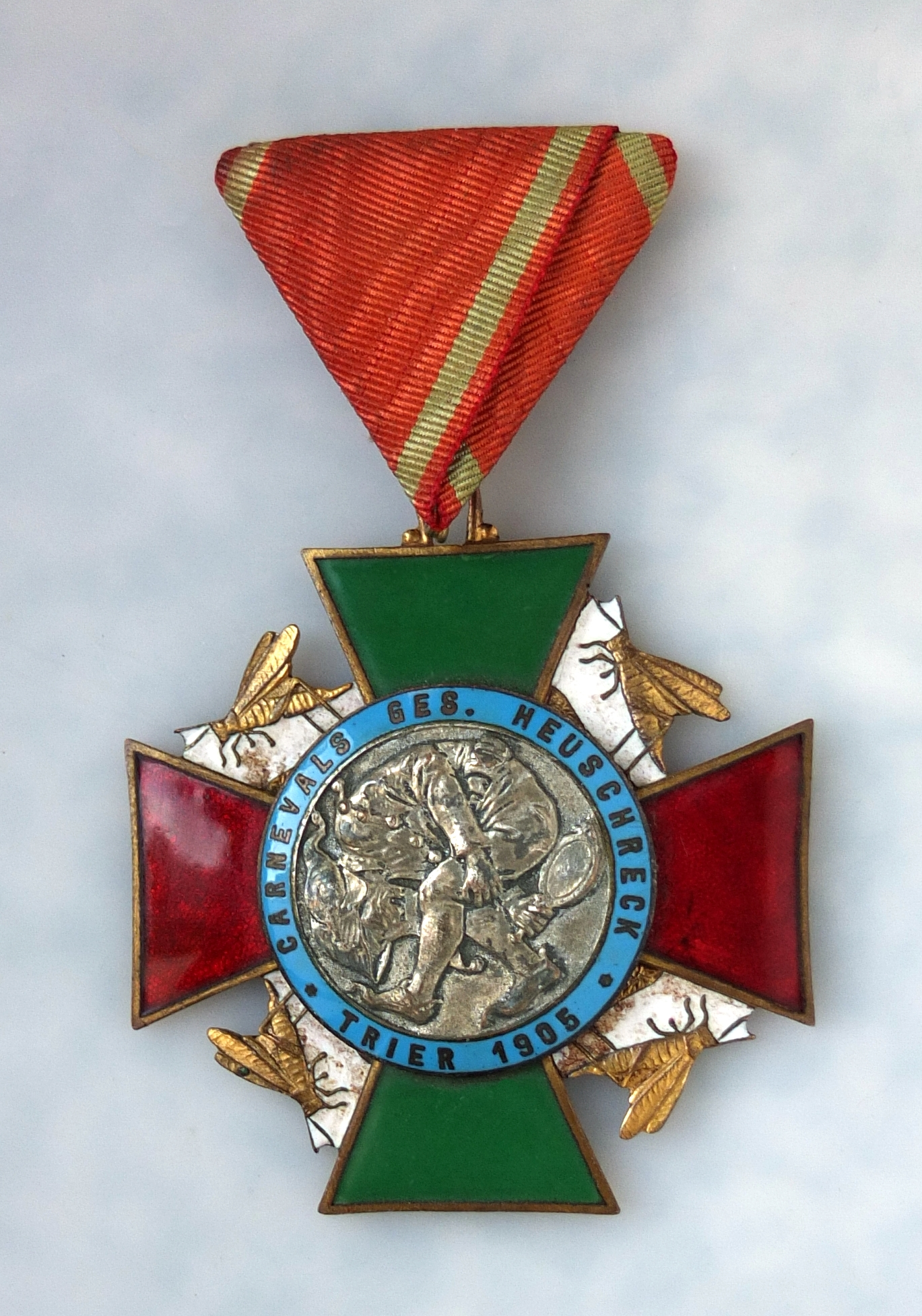
Heuschreck-Orden von 1905

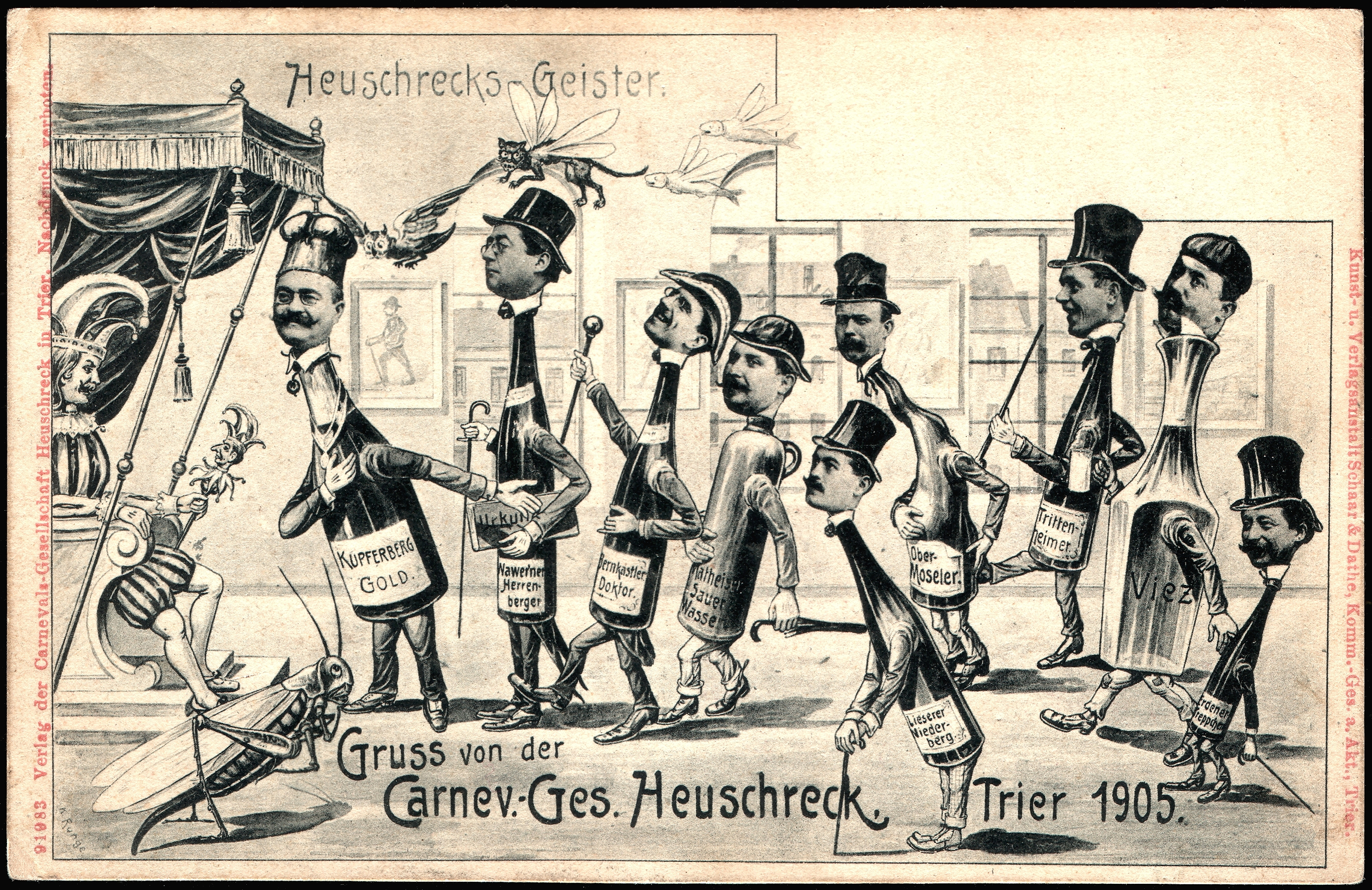
Grußkarte: der „Kleine Rat“ von 1905

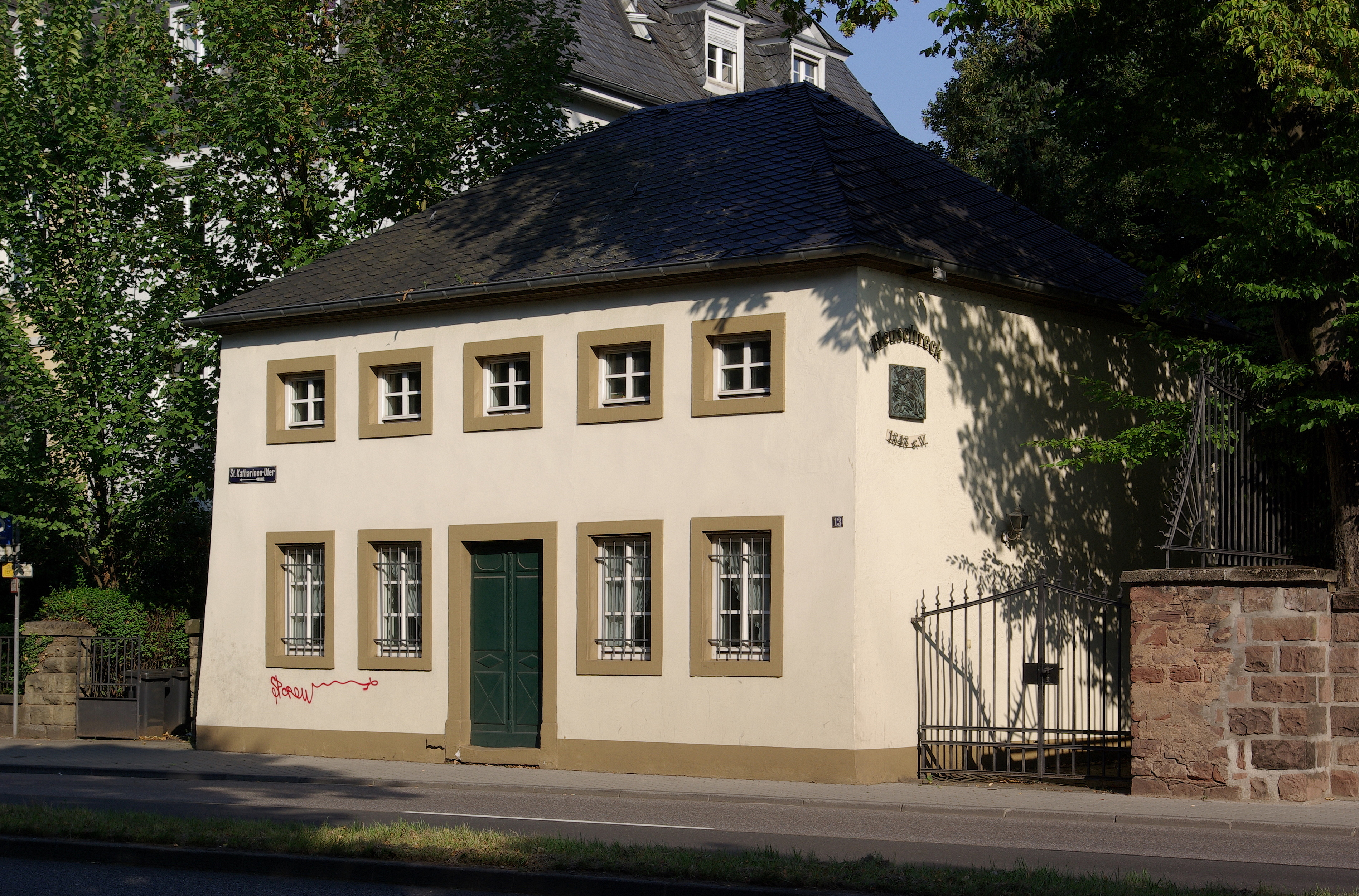
Vereinshaus der KG Heuschreck: Das ehemalige Zollhaus von 1815

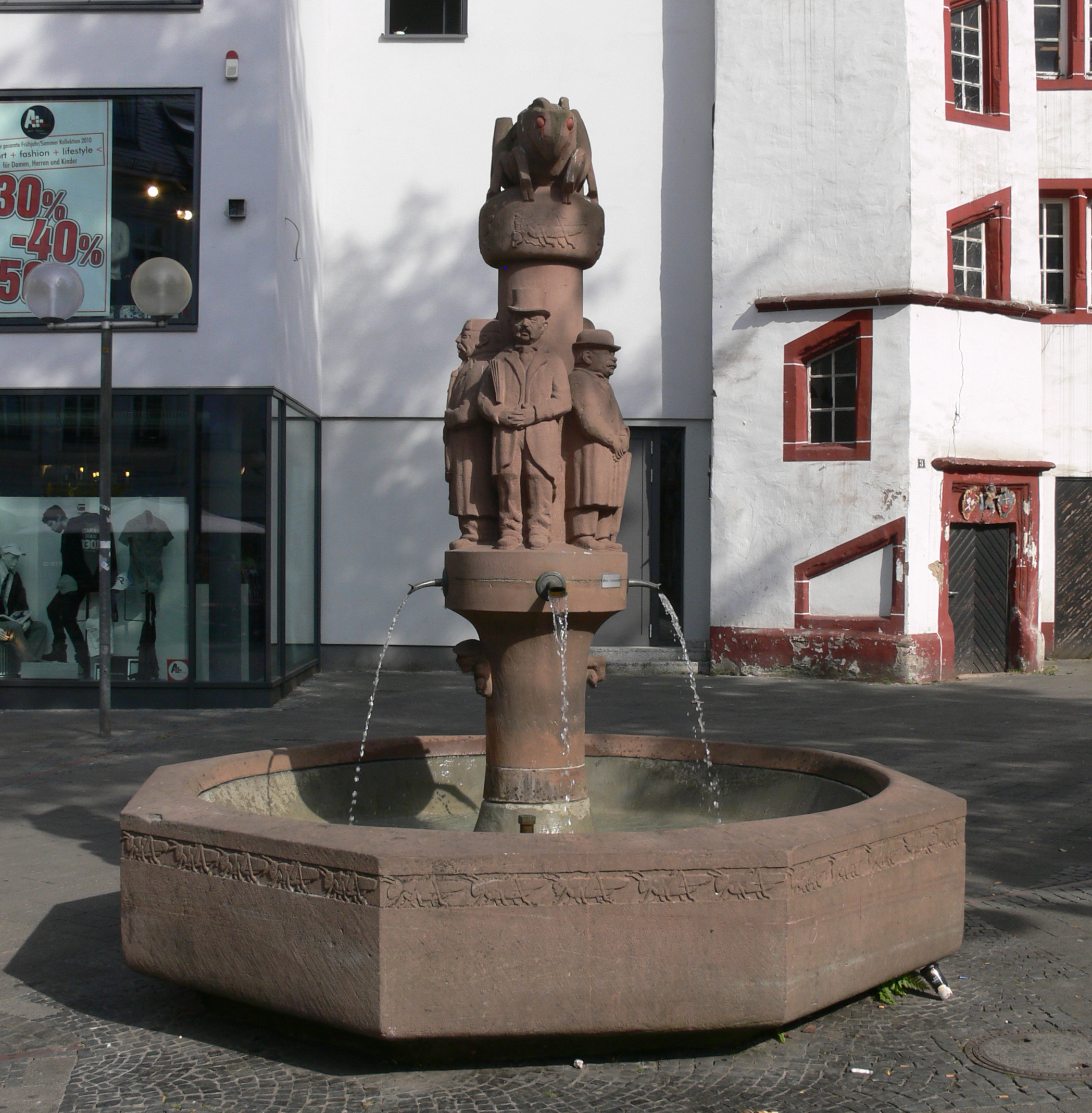
Der „Heuschreckbrunnen“

Die Trierer Karnevalsgesellschaft Heuschreck von 1848 e. V. ist der älteste Verein im Trierer Karneval.

## Gründung
Im Revolutionsjahr 1848 wurde der Verein unter dem Namen „Trierer Carnevalgesellschaft“ gegründet. Hauptinitiator der Gründung und erster Karnevalsprinz wurde der Zigarrenfabrikant und Revolutionär Andreas Tont, der bereits 1850 die Gesellschaft verließ, da seine revolutionären Ambitionen dort nicht genügend Resonanz fanden. Ähnlich wie im Kölner und im Mainzer Karneval war das pseudo-militärische Treiben durchaus als Parodie auf den preußischen Militarismus zu verstehen. Fantasieuniformen und Karnevalsorden persiflierten die Aufmachung preußischer Soldaten. Unter dem Eindruck der Pariser Februarrevolution 1848 fand jedoch das karnevalistische Treiben im Revolutionsjahr nur in eingeschränktem Umfang statt. Der heutige Name „Heuschreck“ entstand um 1850, entnommen aus dem Text des im Karneval gesungenen „Heuschreckenlieds“.

## Entwicklung
Der Verein entwickelte sich alsbald zu einer gesellschaftlichen Institution der gehobenen Bürgerschicht Triers. 1856 veranstaltete der Heuschreck den ersten Karnevalsumzug. Bis zum Jahr 1878 wuchs der Mitgliederbestand auf 350 an. Bälle und Sitzungen waren in der Bevölkerung sehr beliebt. Die zweite Hälfte des Jahrhunderts war von einem ständigen Auf und Ab des Vereinslebens gekennzeichnet. So spaltete sich 1889 der „Junge Heuschreck“ unter seinem Präsidenten Julius Woytt ab, um nach nur vier Jahren die Rivalität zu beenden und den entkräfteten „alten Heuschreck“ zu übernehmen. Damit war die Einheit der Gesellschaft wieder hergestellt. Woytt bekleidete das Präsidentenamt (den „Jungen Heuschreck“ eingerechnet) 41 Jahre lang bis zu seinem Tod 1930. Um die Jahrhundertwende erlebte die Gesellschaft unter seiner Leitung eine Blütezeit: neben Kappensitzungen und Maskenbällen wurden erstmals auch Revuen aufgeführt, komponiert und arrangiert von Louis Scheuer. 1914 arrangierte Scheuer die letzte Revue, bevor der Erste Weltkrieg dieser Blütezeit des Heuschrecks ein Ende setzte.
Erst 1920 gab es erste Versuche, den Karneval wieder aufleben zu lassen, die jedoch angesichts der Not der Menschen zunächst von der Bezirksregierung verboten wurden. 1924 führte Scheuer die erste Revue nach dem Krieg auf, jedoch gelang es dem Heuschreck nicht, an die Zeit vor dem Krieg anzuknüpfen. Nach der Machtergreifung versuchten die Faschisten, den Karneval in ein „Volksfest für Nationalsozialisten“ umzufunktionieren. Der Heuschreck wurde gleichgeschaltet, Mitglieder der NSDAP mussten in den „Kleinen Rat“ aufgenommen werden und die wenigen Sitzungen und Bälle wurden von der nationalsozialistischen Organisation Kraft durch Freude veranstaltet. Trotz eines pompösen, von den Nazis 1939 organisierten Rosenmontagszugs kam das karnevalistische Leben in den Kriegsjahren gänzlich zum Erliegen. Zahlreiche jüdische Mitglieder des Heuschreck mussten fliehen oder wurden deportiert. Auch Louis Scheuer ereilte das Schicksal vieler jüdischer Mitbürger. Er überlebte zwar die Verfolgung durch die Nationalsozialisten, trat aber bis zu seinem Tod 1958 nicht mehr karnevalistisch in Erscheinung.
1947 begann der Karneval erneut zu erwachen. Ein Jahr später, im hundertsten Jahr des Bestehens, fand die erste Sitzung nach dem Krieg im Trevirissaal statt, zu der die Menschen massenhaft drängten. Alkoholische Getränke mussten die Besucher selbst mitbringen, jedoch fanden viele wegen Überfüllung des Saals keinen Einlass. Walter Mayer wurde der neue Präsident und bekleidete das Amt von 1948 bis zu seinem plötzlichen Tod 1963. Im Jahr 1958 gründete der Elferrat und Baustoffhändler Erich Sartor den Senat im „Heuschreck“, um erstmals im Folgejahr, zum 111ten Gründungsjubiläum, die Session der KG Heuschreck finanziell zu unterstützen. Bis heute leistet der Senat einen wesentlichen Beitrag dazu, das Leben der Gesellschaft während der Session, aber auch außerhalb der „fünften Jahreszeit“ aufrechtzuerhalten.
Von den vielen Büttenrednern, die der Heuschreck hervorbrachte, seien hier nur „Koorscht un Kneisjen“ (Werner Becker und Hans Kuhn) erwähnt, die über Jahrzehnte hinweg in Trierer Mundart die Lokalpolitik aufs Korn nahmen. Neben weiteren Trierer Originalen (Wichshänsjen, Fischers Maathes und Krons Ton) sind die beiden auf dem Heuschreckbrunnen dargestellt, den die Gesellschaft 1977 der Stadt Trier übergab.
Seit 1982 residiert der Heuschreck im eigenen Clubhaus. Das zunächst marode ehemalige Zollhaus am Katharinenufer, erbaut 1815, wurde grundlegend saniert und dient heute als Archiv und Treffpunkt für Elferrat, Senat und Aktive.

## Heutige Situation
Der Verein zählt mittlerweile ca. 550 Mitglieder. In der Session finden vier Prunksitzungen und ein Kinderball statt sowie die Teilnahme am Rosenmontagszug mit einem eigenen Wagen. Während des ganzen Jahres ergänzen weitere Aktivitäten das Vereinsleben. Neben dem Vorstand gibt es den Elferrat, bestehend aus ca. 40 Mitgliedern, die unter anderem die Sitzungen organisieren und in unterschiedlichen Besetzungen (jeweils 11) diesen vorstehen. Im Senat sind über 70 Persönlichkeiten aus Politik, Wirtschaft und Gesellschaft vertreten, deren Aufgabe es ist, die Aktiven zu unterstützen. Zu den Aktiven gehören neben den Büttenrednern und Musikern (u. a. die Leiendecker Bloas) die Tanzgarde und der Heuschreckchor (mit Thomas Kiessling).